# Herpes labial
El herpes labial, también conocido como  calentura o fuego, es una  infección causada por el virus del herpes simple (HSV) que afecta principalmente al labio.  Los síntomas más habituales son quemazón y prurito acompañados de, la aparición de pequeñas vesículas o úlceras. Durante el primer episodio también puede haber fiebre, dolor de garganta y  aumento del tamaño de los ganglios linfáticos (adenopatías). La erupción cutánea suele curarse en 10 días, pero el virus permanece latente en el ganglio del trigémino. El virus puede reactivarse de forma recurrente con el brote de nuevas vesículas en la boca o el labio.
La causa más frecuente es el virus del herpes simple tipo 1 (HSV-1) y, en ocasiones, el virus del herpes simple tipo 2 (HSV-2). El contagio se produce, sobre todo, por contacto directo no sexual. Los principales desencadenantes de nuevos brotes son la luz solar, la fiebre, el estrés psicológico o el período menstrual. El contacto directo con los genitales puede causar herpes genital. La mayoría de casos se pueden diagnosticar a partir de los síntomas, pero existen pruebas específicas para confirmar la infección.
Algunas medidas que ayudan a prevenir el contagio son evitar besar a una persona que presenta infección o compartir objetos personales. Como tratamiento se pueden usar pomadas de óxido de zinc y cremas anestésicas o antivirales, que parecen acortar discretamente la duración de los síntomas. Los fármacos antivirales también reducirían la frecuencia de los brotes.
Al año, aproximadamente 2,5 personas de cada 1000 sufren brotes y hasta un 33 % de los pacientes padecerán recurrencias tras el primer episodio. En la mayoría de los casos, el primer episodio sucede antes de los 20 años y a esta edad el 80% de la población ha desarrollado anticuerpos contra el virus. Los pacientes que presentan episodios de repetición suelen tener menos de tres brotes al año. Además, con el tiempo disminuye la frecuencia de los brotes.